# Teodoro Zeccoli

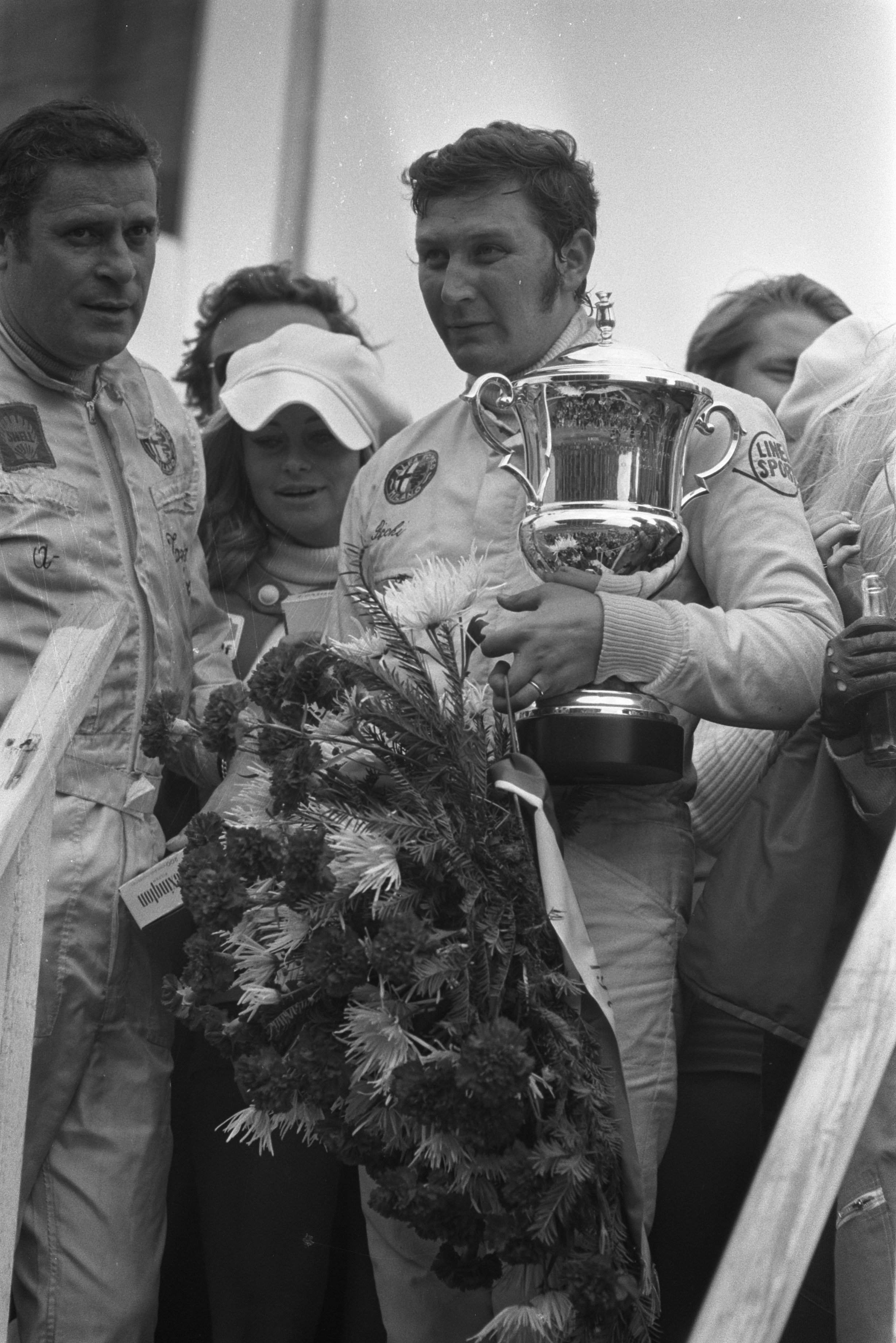
Teodoro Zeccoli 1971

Teodoro Zeccoli (* 15. Oktober 1929 in Lugo di Romagna; † 6. März 2018 in Imola) war ein italienischer Automobilrennfahrer.

## Karriere
Teodoro Zeccoli begann seine Karriere Ende der 1950er-Jahre als Bergrennfahrer und wurde 1961 Test- und Werksfahrer bei Abarth. Für Abarth fuhr er Berg- und Sportwagenrennen. Für das italienische Rennteam gab er 1961 auch sein Debüt beim 24-Stunden-Rennen von Le Mans. Mit Partner Jean Vinatier fiel er jedoch nach einem Motorschaden vorzeitig aus.
Zeccoli war ein ausgezeichneter Testfahrer und wurde in dieser Funktion 1967 von Alfa Romeo verpflichtet, um die Testarbeit mit dem neuen Alfa Romeo Tipo 33 und der Version Stradale abzuwickeln. Zeccoli war es auch, der 1967 beim Bergrennen im belgischen Fleron den ersten Rennsieg mit dem Tipo 33 feiern konnte.
Zeccoli bestritt zahlreiche Sportwagenrennen und erreichte 1969 im Ferrari 250LM des North American Racing Team mit dem achten Gesamtrang seine beste Platzierung in Le Mans.
Der Name Zeccoli ist auch mit einem tragischen Unfall verbunden. 1964 fuhr er gemeinsam mit dem Portugiesen Mário de Araújo Cabral einen ATS 2500 GT beim 12-Stunden-Rennen von Reims. Das Rennen wurde auf öffentlichen Straßen ausgefahren, die nach den Trainingszeiten und zwischen Training und Rennen wieder geöffnet wurden. Zeccoli hatte am Freitag, dem 3. Juli, während des Trainings um 18:30 Uhr einen Unfall auf der Garenne-Geraden. Der Wagen wurde am Rand der Strecke abgestellt. Um 23 Uhr in der Nacht kollidierte ein Kleinbus mit dem ATS. Dabei fand der Fahrer des Wagens den Tod und sieben Mitfahrer wurden verletzt.
Er starb im März 2018.

## Statistik

### Le-Mans-Ergebnisse
| Jahr | Team                           | Fahrzeug                | Teamkollege         | Teamkollege               | Platzierung | Ausfallgrund |
| ---- | ------------------------------ | ----------------------- | ------------------- | ------------------------- | ----------- | ------------ |
| 1961 | Abarth & Cie                   | Fiat-Abarth 750S Spyder | Jean Vinatier       |                           | Ausfall     | Motorschaden |
| 1962 | Roger Masson                   | Fiat-Abarth 750 TwinCam | Roger Masson        |                           | Ausfall     | Motorschaden |
| 1964 | Société des Automobiles Alpine | Alpine M63              | Roger Masson        |                           | Rang 20     |              |
| 1965 | Autodelta SpA                  | Alfa Romeo Giulia TZ/2  | José Rosinski       |                           | Ausfall     | Unfall       |
| 1969 | North American Racing Team     | Ferrari 250LM           | Sam Posey           | Ricardo Rodríguez-Cavazos | Rang 8      |              |
| 1970 | Autodelta SpA                  | Alfa Romeo T33/3        | Carlo Facetti       |                           | Ausfall     | Unfall       |
| 1973 | Scuderia Brescia Corse         | Alfa Romeo TT33/3       | Carlo Facetti       | Marsilio Pasotti          | Rang 15     |              |
| 1974 | North American Racing Team     | Ferrari 312P            | Jean-Claude Andruet |                           | Rang 9      |              |

### Sebring-Ergebnisse
| Jahr | Team             | Fahrzeug              | Teamkollege       | Platzierung | Ausfallgrund |
| ---- | ---------------- | --------------------- | ----------------- | ----------- | ------------ |
| 1965 | Autodelta S.p.A. | Alfa Romeo Giulia TZ  | Bruno Deserti     | Rang 27     |              |
| 1966 | Autodelta SpA    | Alfa Romeo Giulia TZ2 | Giacomo Russo     | Ausfall     | Ölleck       |
| 1967 | Autodelta        | Alfa Romeo T33        | Andrea de Adamich | Ausfall     | Aufhängung   |

### Einzelergebnisse in der Sportwagen-Weltmeisterschaft
| Saison | Team                                   | Rennwagen                              | 1   | 2   | 3   | 4   | 5   | 6   | 7   | 8   | 9   | 10  | 11  | 12  | 13  | 14  | 15  | 16  | 17  | 18  | 19  | 20  | 21  | 22  |
| ------ | -------------------------------------- | -------------------------------------- | --- | --- | --- | --- | --- | --- | --- | --- | --- | --- | --- | --- | --- | --- | --- | --- | --- | --- | --- | --- | --- | --- |
| 1959   | G. S. Savio                            | Alfa Romeo Giulietta Sprint            | SEB | TAR | NÜR | LEM | RTT |     |     |     |     |     |     |     |     |     |     |     |     |     |     |     |     |     |
| 1959   | G. S. Savio                            | Alfa Romeo Giulietta Sprint            | DNF |     |     |     |     |     |     |     |     |     |     |     |     |     |     |     |     |     |     |     |     |     |
| 1960   | Scuderia Castellotti                   | Lancia Appia                           | BUA | SEB | TAR | NÜR | LEM |     |     |     |     |     |     |     |     |     |     |     |     |     |     |     |     |     |
| 1960   | Scuderia Castellotti                   | Lancia Appia                           | 33  |     |     |     |     |     |     |     |     |     |     |     |     |     |     |     |     |     |     |     |     |     |
| 1961   | Abarth                                 | Fiat-Abarth 750                        | SEB | TAR | NÜR | LEM | PES |     |     |     |     |     |     |     |     |     |     |     |     |     |     |     |     |     |
| 1961   | Abarth                                 | Fiat-Abarth 750                        | DNF |     |     |     |     |     |     |     |     |     |     |     |     |     |     |     |     |     |     |     |     |     |
| 1962   | Abarth Roger Masson                    | Fiat-Abarth 700 Fiat-Abarth 850TC      | DAY | SEB | SEB | MAI | TAR | BER | NÜR | LEM | TAV | CCA | RTT | NÜR | BRI | BRI | PAR |     |     |     |     |     |     |     |
| 1962   | Abarth Roger Masson                    | Fiat-Abarth 700 Fiat-Abarth 850TC      |     |     |     |     |     | 6   |     | DNF |     |     |     | 10  |     |     |     |     |     |     |     |     |     |     |
| 1963   | Vittorio Venturi                       | Abarth-Simca 1300 Bialbero             | DAY | SEB | SEB | TAR | SPA | MAI | NÜR | CON | ROS | LEM | MON | WIS | TAV | FRE | CCE | RTT | OVI | NÜR | MON | MON | TDF | BRI |
| 1963   | Vittorio Venturi                       | Abarth-Simca 1300 Bialbero             | DNF |     |     |     |     |     |     |     |     |     |     |     |     |     |     |     |     |     |     |     |     |     |
| 1964   | Scuderia Centro Sud Alpine             | ATS 2500 Alpine M63                    | DAY | SEB | TAR | MON | SPA | CON | NÜR | ROS | LEM | REI | FRE | CCE | RTT | SIM | NÜR | MON | TDF | BRI | BRI | PAR |     |     |
| 1964   | Scuderia Centro Sud Alpine             | ATS 2500 Alpine M63                    |     |     | DNF |     |     |     |     |     | 20  |     |     |     |     |     |     |     |     |     |     | DNF |     |     |
| 1965   | Autodelta Iso Rivolta                  | Alfa Romeo TZ Alfa Romeo GTA Iso Grifo | DAY | SEB | BOL | MON | MON | RTT | TAR | SPA | NÜR | MUG | ROS | LEM | REI | BOZ | FRE | CCE | OVI | NÜR | BRI | BRI |     |     |
| 1965   | Autodelta Iso Rivolta                  | Alfa Romeo TZ Alfa Romeo GTA Iso Grifo |     | 27  |     |     | DNF |     | DNF |     | DNF | 7   |     | DNF |     |     |     |     | 29  |     |     |     |     |     |
| 1966   | Autodelta                              | Alfa Romeo TZ                          | DAY | SEB | MON | TAR | SPA | NÜR | LEM | MUG | CCE | HOK | SIM | NÜR | ZEL |     |     |     |     |     |     |     |     |     |
| 1966   | Autodelta                              | Alfa Romeo TZ                          |     | DNF | 11  | 13  |     | 21  |     |     |     |     |     |     |     |     |     |     |     |     |     |     |     |     |
| 1967   | Autodelta Ottorino Volonterio          | Alfa Romeo T33 Alfa Romeo TZ           | DAY | SEB | MON | SPA | TAR | NÜR | LEM | HOK | MUG | BRH | CCE | ZEL | OVI | NÜR |     |     |     |     |     |     |     |     |
| 1967   | Autodelta Ottorino Volonterio          | Alfa Romeo T33 Alfa Romeo TZ           |     | DNF | DNF |     |     | 5   |     |     |     |     |     |     |     |     |     |     |     |     |     |     |     |     |
| 1968   | Autodelta                              | Alfa Romeo T33                         | DAY | SEB | BRH | MON | TAR | NÜR | SPA | WAT | ZEL | LEM |     |     |     |     |     |     |     |     |     |     |     |     |
| 1968   | Autodelta                              | Alfa Romeo T33                         | 7   |     |     |     |     |     |     |     |     |     |     |     |     |     |     |     |     |     |     |     |     |     |
| 1969   | NART Autodelta                         | Ferrari 250LM Alfa Romeo T33           | DAY | SEB | BRH | MON | TAR | SPA | NÜR | LEM | WAT | ZEL |     |     |     |     |     |     |     |     |     |     |     |     |
| 1969   | NART Autodelta                         | Ferrari 250LM Alfa Romeo T33           |     |     |     |     |     |     |     | 8   |     | DNF |     |     |     |     |     |     |     |     |     |     |     |     |
| 1970   | Autodelta                              | Alfa Romeo T33                         | DAY | SEB | BRH | MON | TAR | SPA | NÜR | LEM | WAT | ZEL |     |     |     |     |     |     |     |     |     |     |     |     |
| 1970   | Autodelta                              | Alfa Romeo T33                         |     |     |     | DNF |     |     | DNF |     | DNF |     |     |     |     |     |     |     |     |     |     |     |     |     |
| 1971   | Herbert Müller                         | Ferrari 512S                           | BUA | DAY | SEB | BRH | MON | SPA | TAR | NÜR | LEM | ZEL | WAT |     |     |     |     |     |     |     |     |     |     |     |
| 1971   | Herbert Müller                         | Ferrari 512S                           |     | 8   |     |     |     |     |     |     |     |     |     |     |     |     |     |     |     |     |     |     |     |     |
| 1973   | Ennio Bonomelli Scuderia Brescia Corse | Porsche Carrera RSR Alfa Romeo T33     | DAY | VAL | DIJ | MON | SPA | TAR | NÜR | LEM | ZEL | WAT |     |     |     |     |     |     |     |     |     |     |     |     |
| 1973   | Ennio Bonomelli Scuderia Brescia Corse | Porsche Carrera RSR Alfa Romeo T33     |     |     |     | DNF |     |     |     | 15  |     |     |     |     |     |     |     |     |     |     |     |     |     |     |
| 1974   | NART F. J. Maka Racing                 | Ferrari 312P De Tomaso Pantera         | MON | SPA | NÜR | IMO | LEM | ZEL | WAT | LEC | BRH | KYA |     |     |     |     |     |     |     |     |     |     |     |     |
| 1974   | NART F. J. Maka Racing                 | Ferrari 312P De Tomaso Pantera         |     |     |     |     | 9   |     | DNF |     |     |     |     |     |     |     |     |     |     |     |     |     |     |     |
| 1976   | Aequator Cottages Bruno Ottomano       | Alfa Romeo T33                         | MUG | VAL | NÜR | MON | SIL | IMO | NÜR | ZEL | PER | WAT | MOS | DIJ | DIJ | SAL |     |     |     |     |     |     |     |     |
| 1976   | Aequator Cottages Bruno Ottomano       | Alfa Romeo T33                         |     |     |     |     |     | 9   |     |     | DNF |     |     |     |     |     |     |     |     |     |     |     |     |     |